# Pierre-Édouard Frère
Pour les articles homonymes, voir Frère (homonymie).
Pierre-Édouard Frère, né le 10 janvier 1819 à Paris et mort le 23 mai 1886 à Écouen, est un peintre, graveur et lithographe français.
Il est spécialisé dans les scènes de genre de la vie quotidienne représentant des enfants des milieux ruraux, qui furent très populaires notamment dans les pays anglo-saxons. La fondation de la colonie de peintres d'Écouen lui est attribuée.
Il est le frère cadet du peintre orientaliste Charles-Théodore Frère (1814-1888).

## Biographie
Fils d’un éditeur de musique, Pierre-Édouard Frère entre en 1836 dans l’atelier de Paul Delaroche à l’École des beaux-arts de Paris, où il remporte de nombreuses distinctions.
Il débute au Salon de 1843, et ne tarde pas à se faire une grande réputation dans la peinture de genre. Artiste prolifique, la plupart de ses compositions ont d’ailleurs été popularisées par la lithographie et la gravure sur bois, qu'il pratique lui-même. Il se fera connaître du grand public par ses gravures, d’enfants et d’intérieurs de gens modestes, avec une forme de sincérité, puisqu'il est l'un de premiers de son siècle à explorer ce thème, loin de Paris. En 1847, il s’installe en effet à Écouen. Il fait construire la villa Gabrielle sur une parcelle boisée de plus d'un hectare. Aujourd'hui, cette demeure est devenue le collège Sainte-Thérèse.
Pierre-Édouard Frère est nommé chevalier de la Légion d'honneur en 1855.
Dans les années 1850 et 1860, il fait de fréquents séjour à Londres, où son art est reconnu. Il en ramène de nombreux dessins qu'il transpose en lithographies, publiées parfois dans L'Artiste. Il s'est essayé également à l'eau-forte, pour la Société des aquafortistes, entre autres.
En 1860, il effectue un voyage en Égypte dont il rapportera des compositions orientalistes.
Son fils, Charles-Édouard Frère (en) (1837-1894) est également peintre.
Il est enterré avec son fils au cimetière d'Écouen.

## Œuvres

### Collections publiques
Les pays, villes et noms d'institutions sont classés par ordre alphabétique, les œuvres par date.

#### France
- Musée des Beaux-Arts de Bernay : L'Arrivée à l'oasis.
- Musée des Beaux-Arts de Chartres :
  - Une blanchisseuse, toile, 44 × 36 cm, 1850[4] ;
  - Intérieur de cuisine, toile, 28 × 34 cm, 1850[4] ;
  - La leçon de lecture, bois ovale, 21 × 17 cm, collection Courtois, 1852[5].

#### Étranger
- Allemagne, Kunsthalle de Hambourg : Les Fidèles adorant le crucifix le jour du Vendredi-Saint à Notre-Dame de Paris.
- Australie, Melbourne.
- États-Unis
  - Baltimore, Walters Art Museum : La Préparation du dîner ;
  - New York, Brooklyn Museum : La Réprimande, Les Enfants cherchant une gravure, La Petite Cuisinière ;
  - Washington, Corcoran Gallery of Art.
- Pays-Bas, Rijksmuseum Amsterdam : La Prière du soir (1857).
- Royaume-Uni, Hanbury.

### Illustrations
- Les Veillées littéraires illustrées, collection de divers romans illustrés publiés en fascicules puis reliés, Paris, J. Bry aîné, 1849-1856, 14 volumes — Frère est entre autres l'auteur des 200 dessins du volume I, gravé sur bois par François Rouget[6],[7].

### Œuvres présentées auSalon
- 1843 : Mendiants de Dunkerque, Le Petit Paresseux.
- 1844 : Le Petit Gourmand.
- 1872 : Garçons et filles vont à l’école.
- 1873 : La Glissade.
- 1877 : Intérieur à Écouen.

Œuvres de Pierre-Édouard Frère
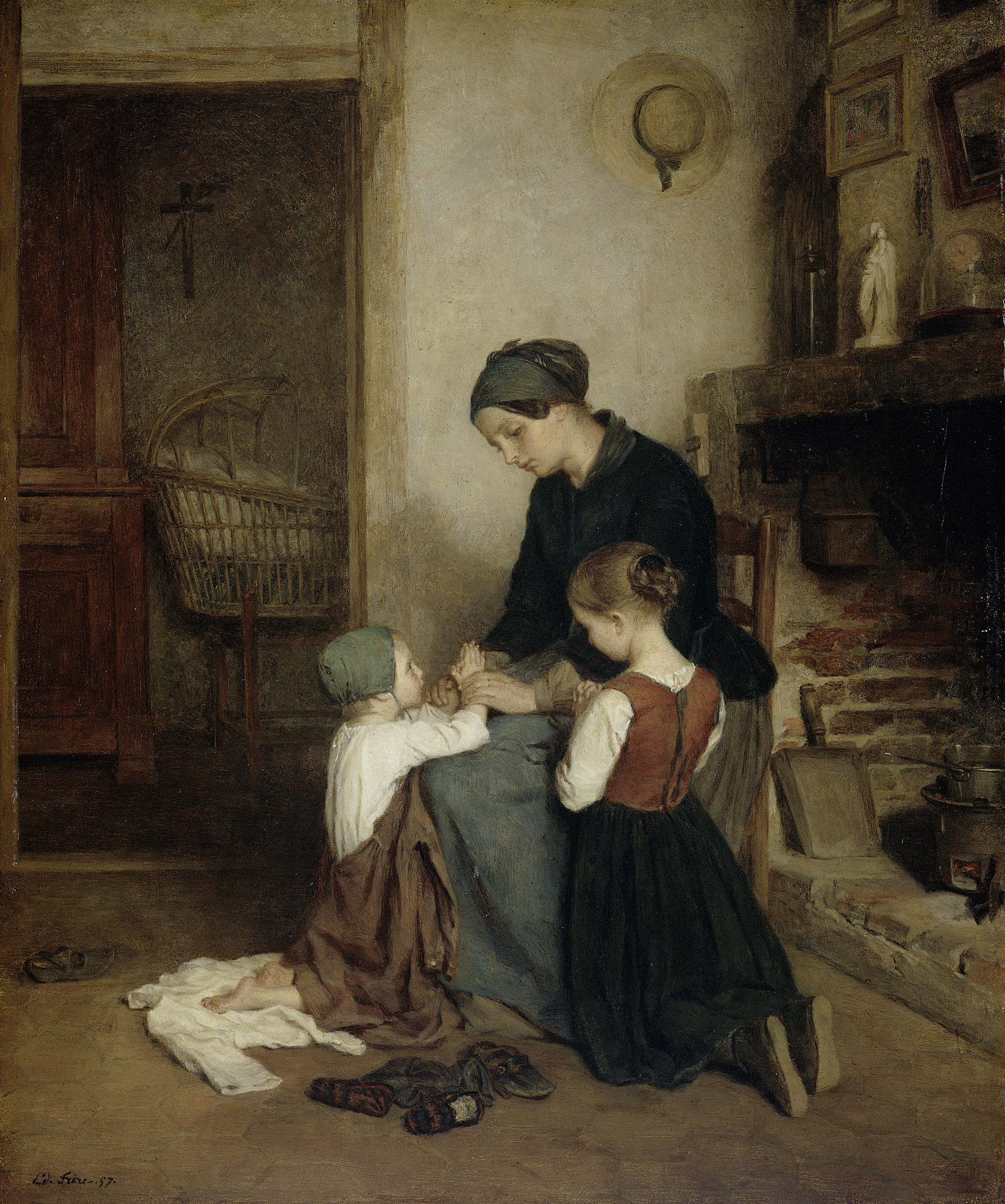
La Prière du soir (1857), Rijksmuseum Amsterdam.
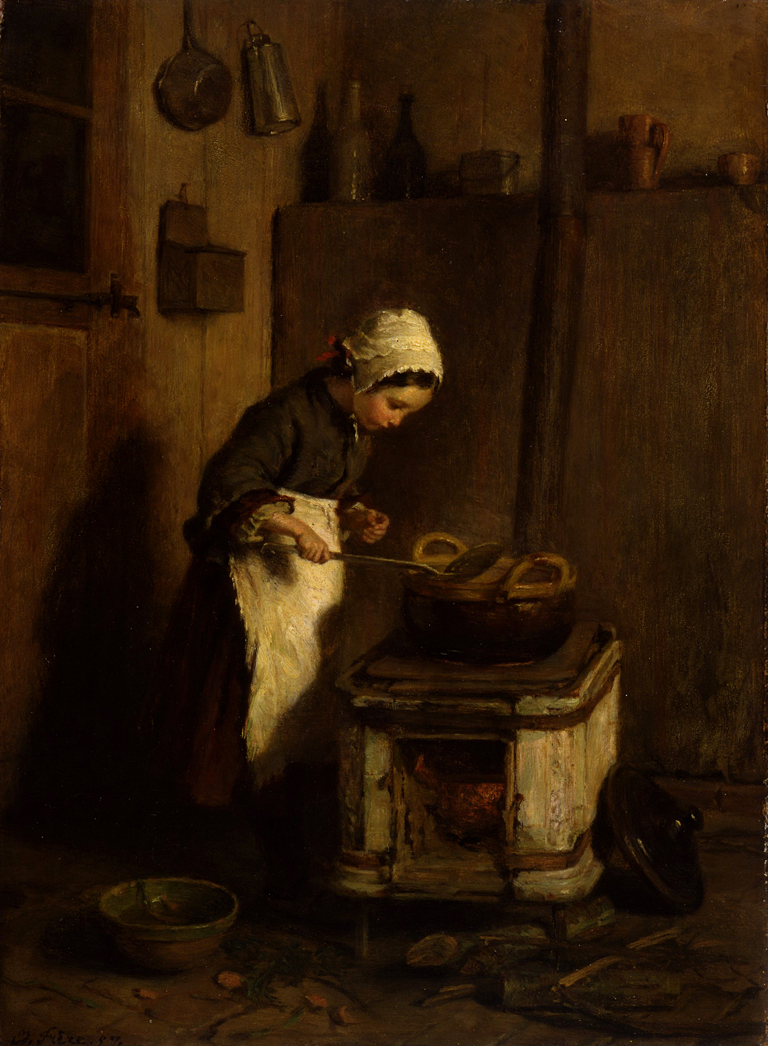
La Petite Gouvernante, (1857), Baltimore, Walters Art Museum.
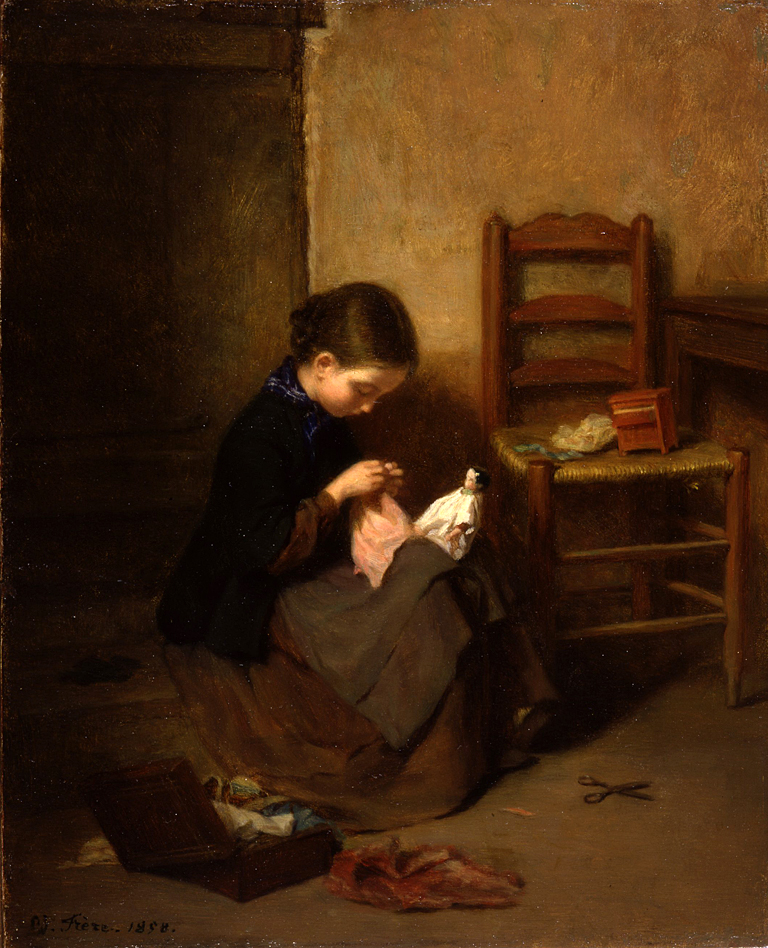
La petite couturière, (1858), Baltimore, Walters Art Museum.
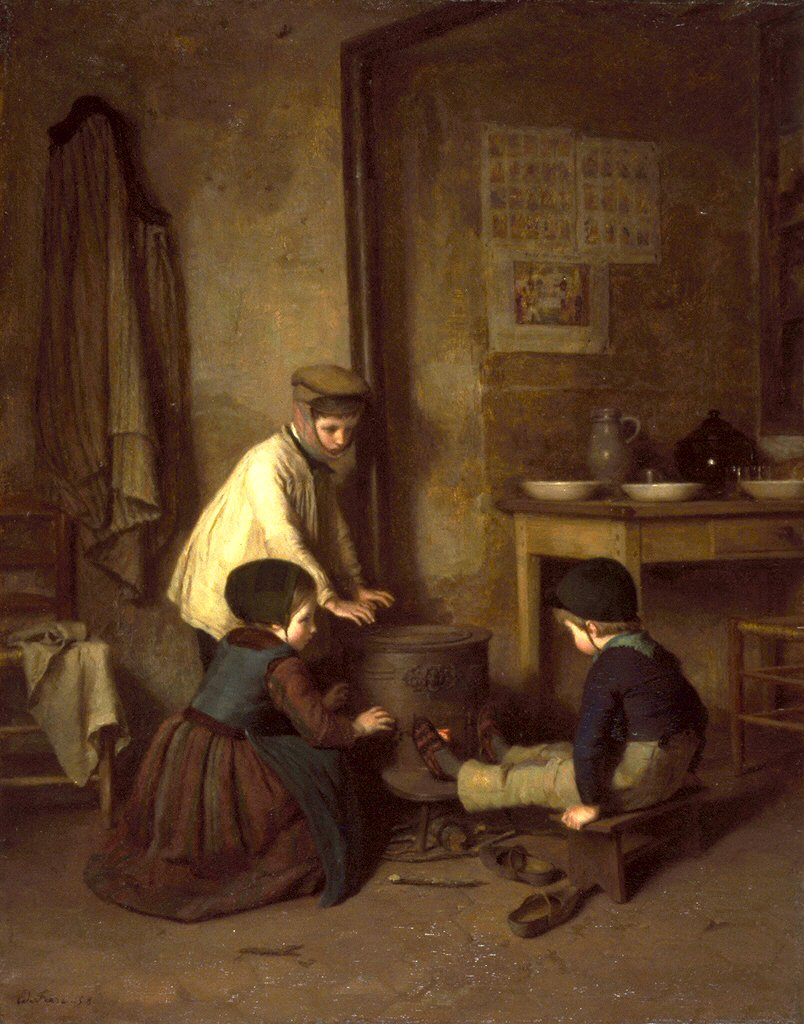
Le jour froid, (1858), Baltimore, Walters Art Museum.
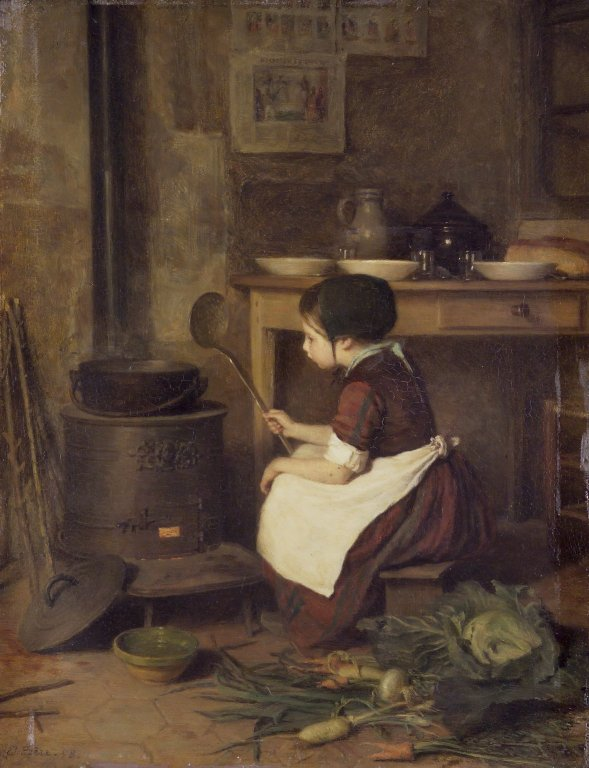
La Petite Cuisinière (vers 1858), New York, Brooklyn Museum.
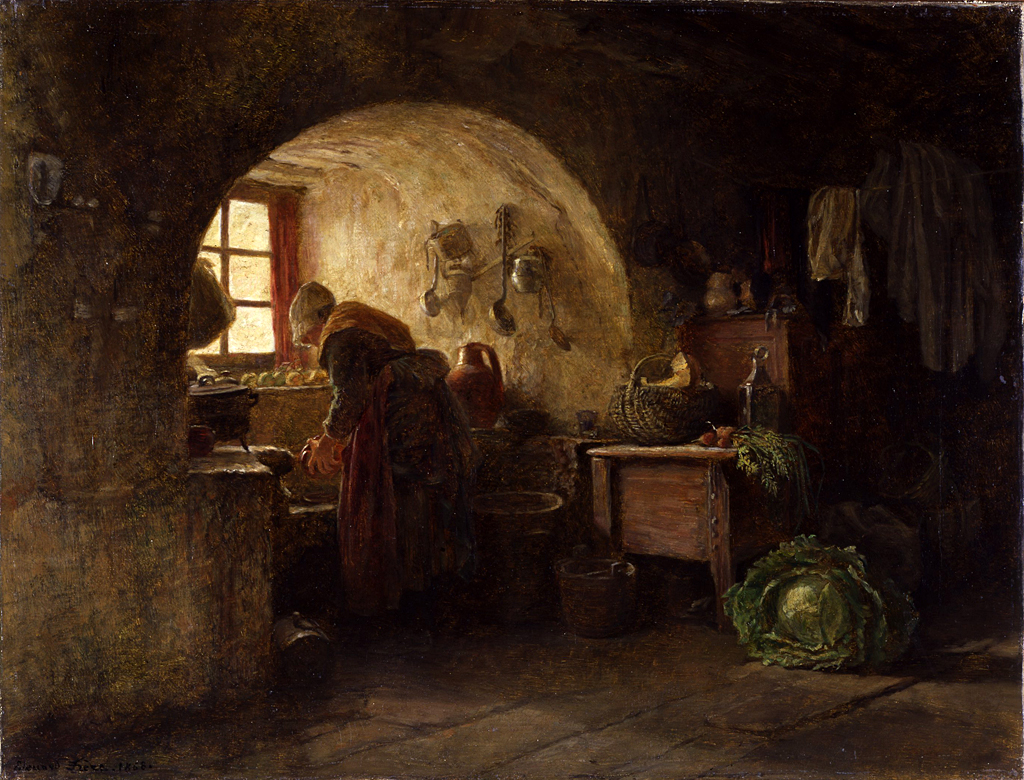
La Préparation du dîner (1858), Baltimore, Walters Art Museum.
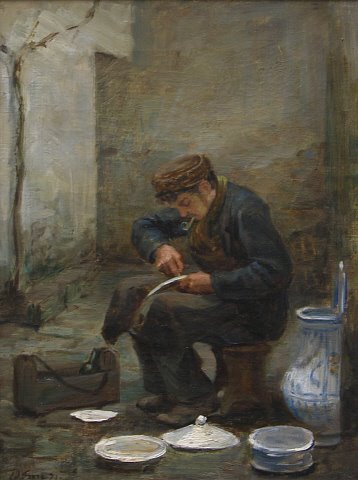
Réparateur de porcelaine, (1871), musée d'Art d'Auckland.
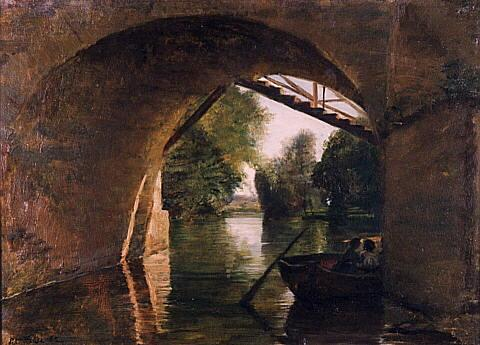
Le Pont, (1882), musée d'Art d'Auckland.
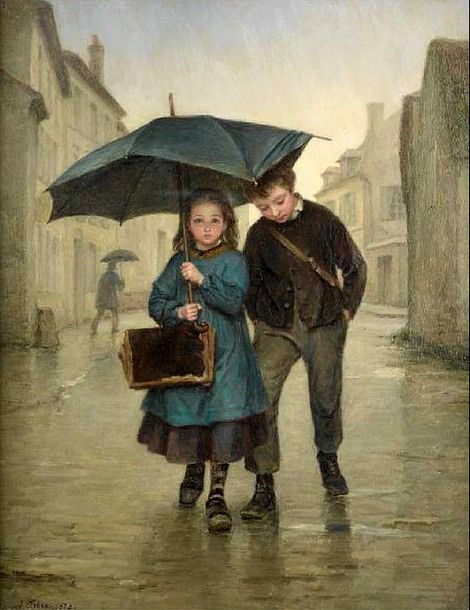
Le chemin de l'école (XIXe siècle), localisation inconnue[8].

Lithographies de Pierre-Édouard Frère
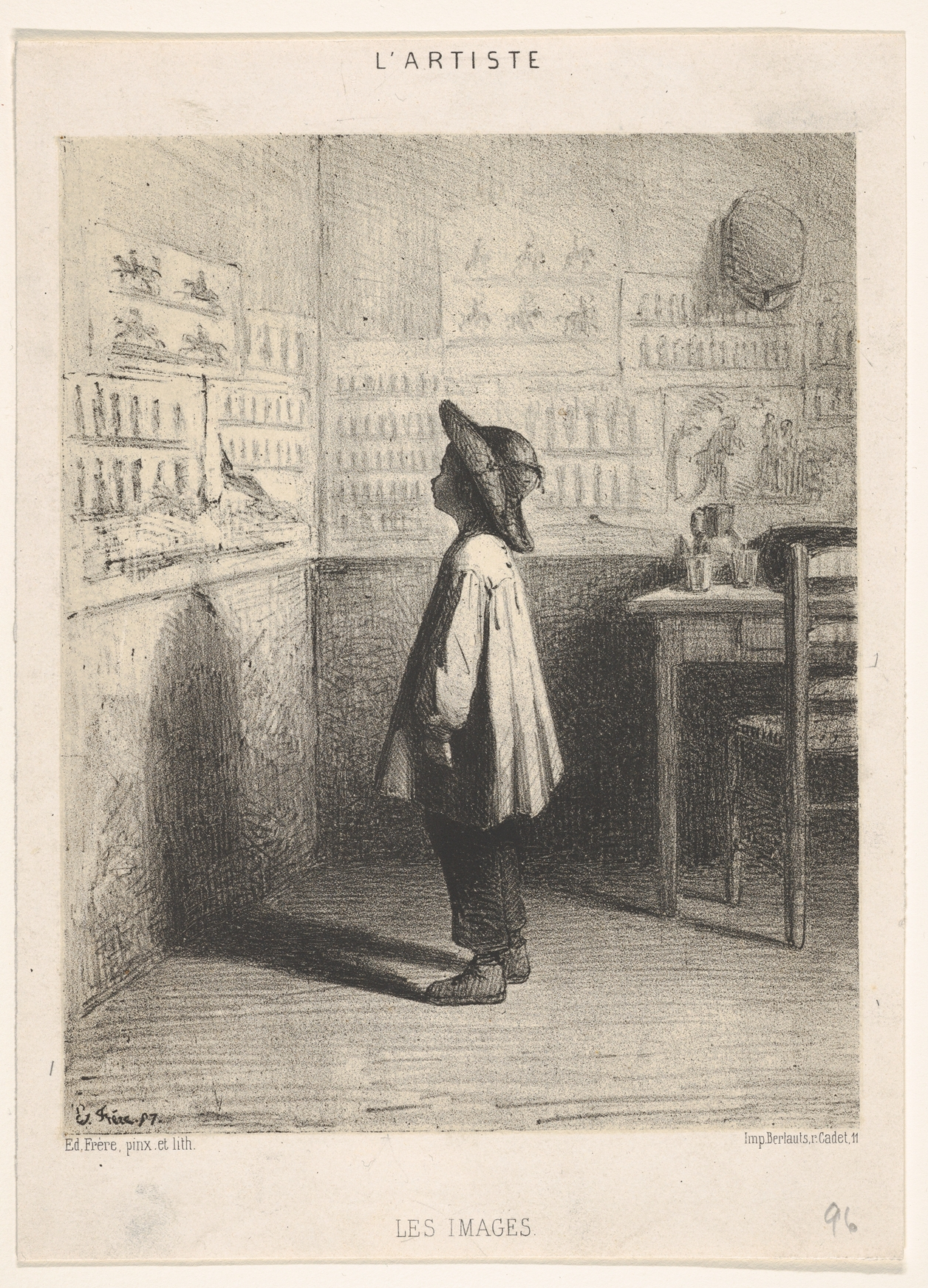
Images, (1858), New York, Metropolitan Museum of Art.
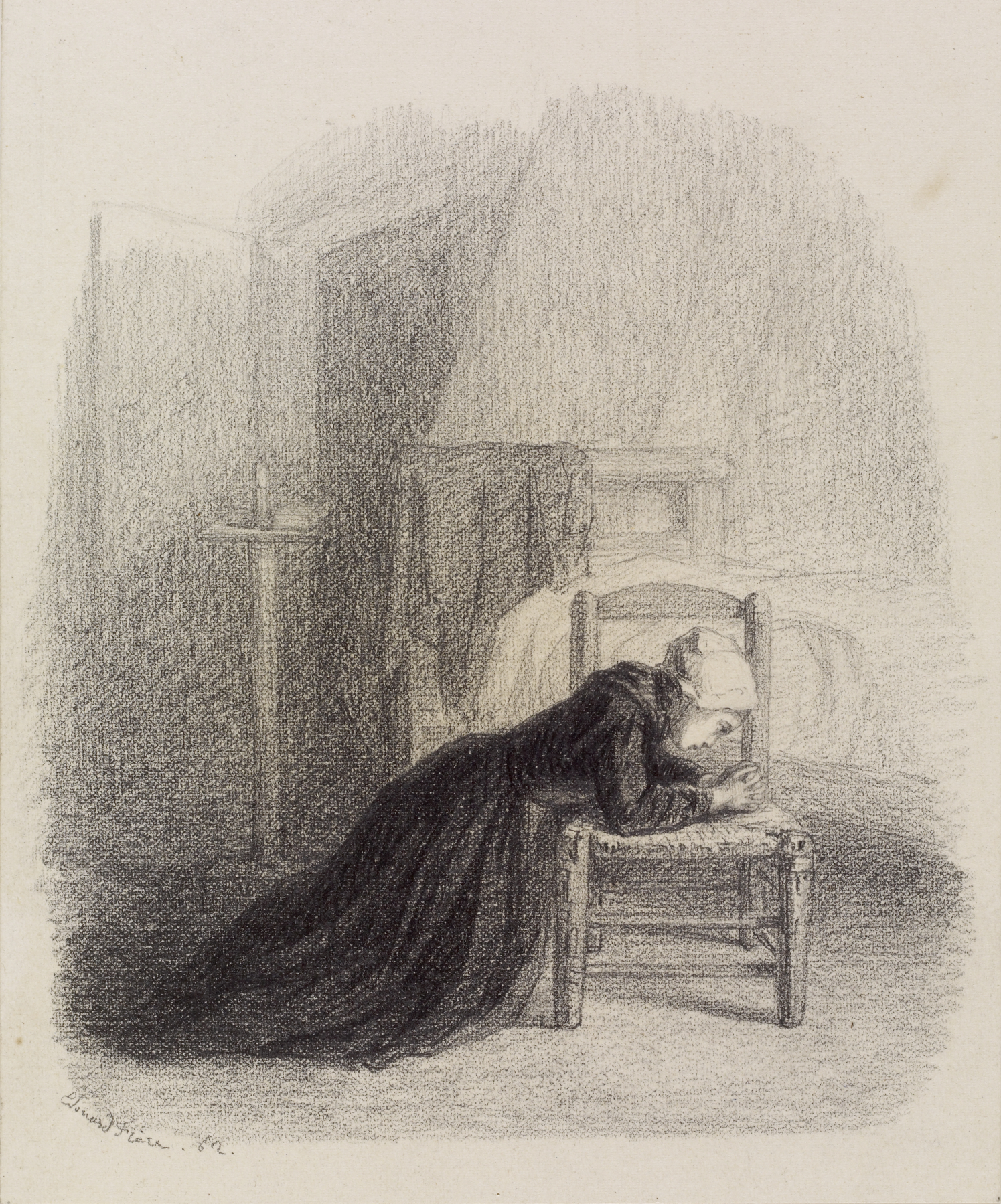
Scène d'intérieur avec une femme en train de prier, (1862), Baltimore, Walters Art Museum.
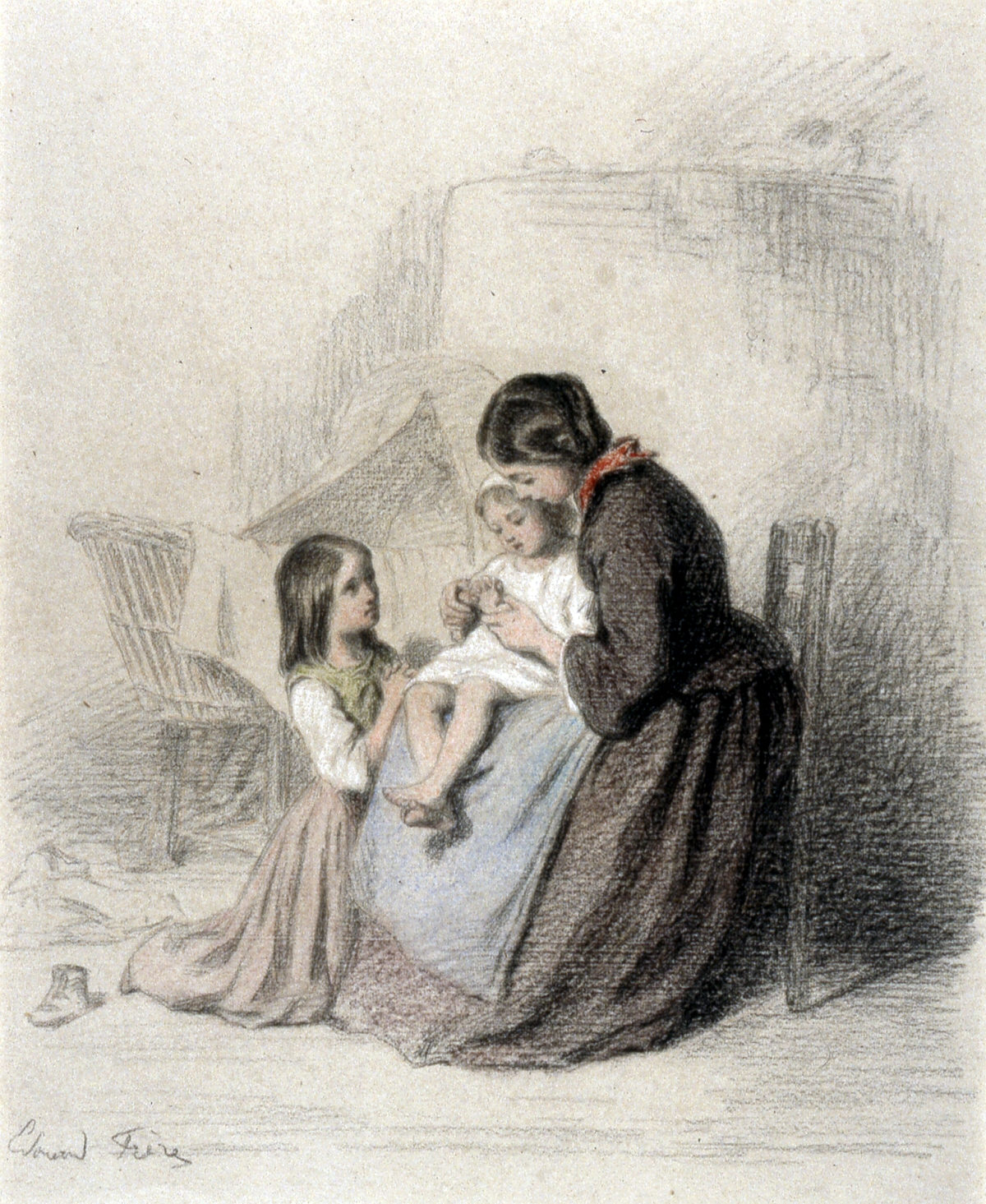
Intérieur avec une femme apprenant à l'enfant à prier, (1862), Baltimore, Walters Art Museum.
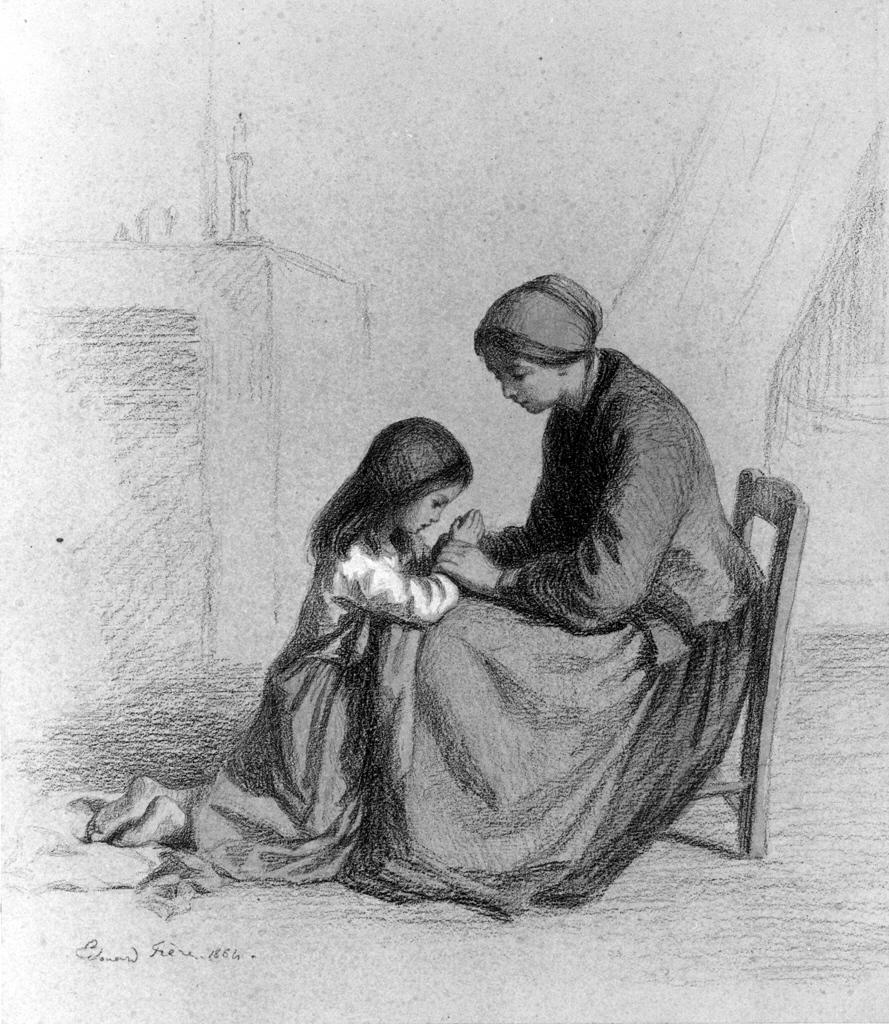
Enfant priant au genou de sa mère, (1864), Baltimore, Walters Art Museum.
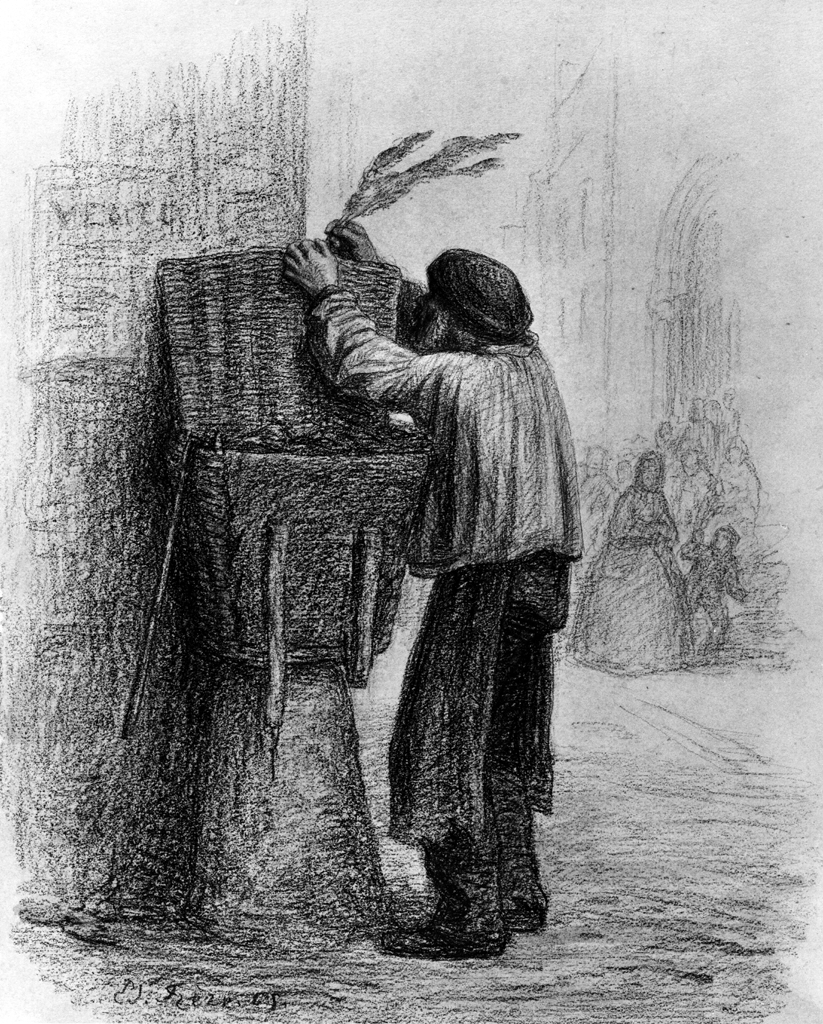
Vieil homme plaçant la paume sur le panier, (1865), Baltimore, Walters Art Museum.
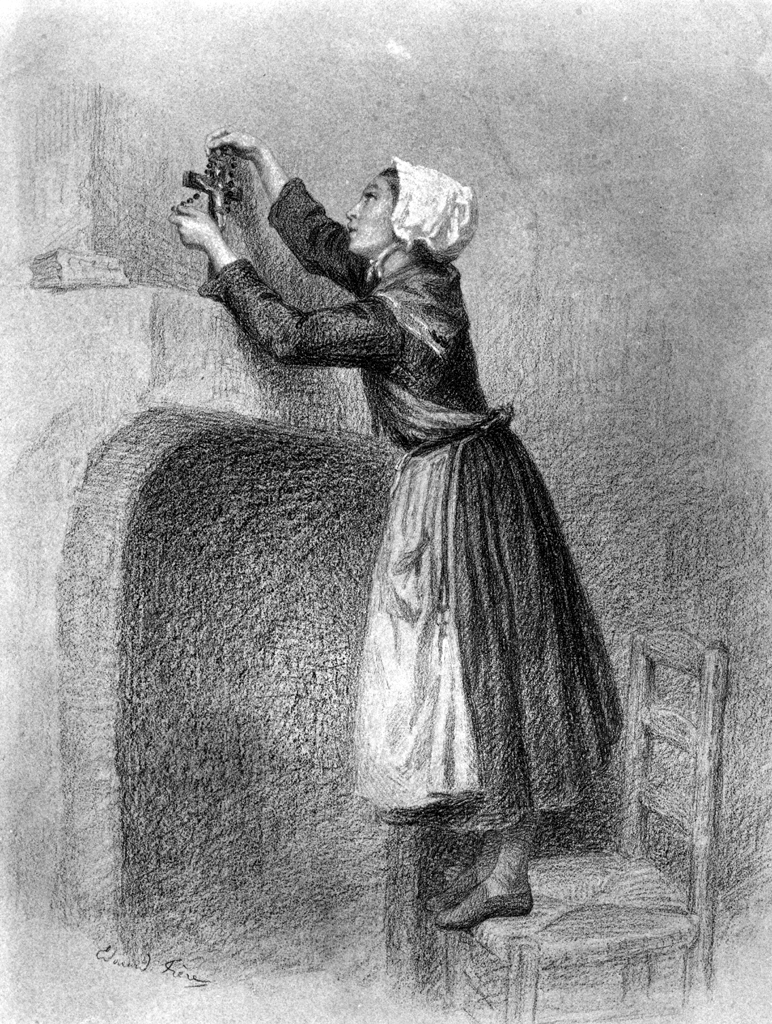
Paysanne debout sur une chaise, (1865), Baltimore, Walters Art Museum.

## Expositions
- Galerie Française à Londres, 1854.
- Académie royale du Canada.
- Exposition universelle de 1862, Londres.

## Iconographie
- Eugène Disdéri, Pierre-Édouard Frère, photographie.
- Étienne Carjat, Portrait de Pierre-Édouard Frère, Paris, musée d'Orsay.